# Hồi tưởng cuộc đời
Thuật ngữ hồi tưởng cuộc đời, hoặc hồi tưởng trước khi chết, dùng để chỉ một hiện tượng được khẳng định—nhưng chưa được chứng minh về mặt khoa học—qua khá nhiều nhân chứng kể lại xảy ra trong trải nghiệm cận tử, theo đó thì một người nhanh chóng nhìn thấy nhiều lần hoặc toàn bộ lịch sử cuộc đời của họ từ lúc mới sinh cho đến khi lìa bỏ cõi trần. Hiện tượng này còn được nhiều người tin rằng sẽ xảy đến với bất kỳ ai trước khi chết nói chung. Hồi tưởng cuộc đời thường được những người tự nhận đã trải qua hiện tượng này mô tả là "cảnh đời của họ lóe lên ngay trước mắt”.
Hồi tưởng cuộc đời từng được các nhà nghiên cứu tâm lý học như Raymond Moody, Kenneth Ring và Barbara Rommer thảo luận chi tiết nhằm cố gắng chứng minh thế giới bên kia thông qua hiện tượng này. Hồi tưởng cuộc đời và trải nghiệm cận tử được những người hoài nghi coi là ví dụ điển hình của hiệu ứng Mandela (ký ức giả). Hơn nữa, các nghiên cứu khoa học gần đây đã phát hiện ra rằng trải nghiệm cận tử này thực ra là hiệu ứng ảo giác phát sinh từ loại thuốc ảo giác có tên là DMT, một hợp chất hóa học gây ra ảo giác nghiêm trọng và sống động, xuất hiện tự nhiên trong cơ thể con người khi sinh ra và chết đi.
Hiện tượng này cũng đề cập đến một ẩn nghĩa được sử dụng khá nhiều trong tiểu thuyết, điện ảnh và phim truyền hình, qua đó xuất hiện đoạn phim tóm tắt lại cuộc đời của một nhân vật được chiếu theo trình tự trước khi nhân vật đó chết.
Tác động của hồi tưởng cuộc đời được cho là một “trải nghiệm mang tính biến đổi mạnh mẽ” dựa trên các bằng chứng giai thoại mang tính chủ quan. Những chủ thể đã trải qua hiện tượng hồi tưởng cuộc đời mô tả trải nghiệm này là “cực kỳ khó chịu từ khía cạnh bất hạnh mà họ đã gây ra cho người khác, bao gồm cả những cảm giác mà họ chưa bao giờ mơ đến, và cũng dễ chịu không kém từ góc độ cảm tưởng tốt đẹp mà họ mang đến cho cuộc sống của người khác, mở rộng đến những chi tiết nhỏ nhất bị lãng quên.” Trải nghiệm này chưa được khoa học chứng minh và chỉ dựa trên những tường thuật cá nhân.